# Trajectoire de retour libre

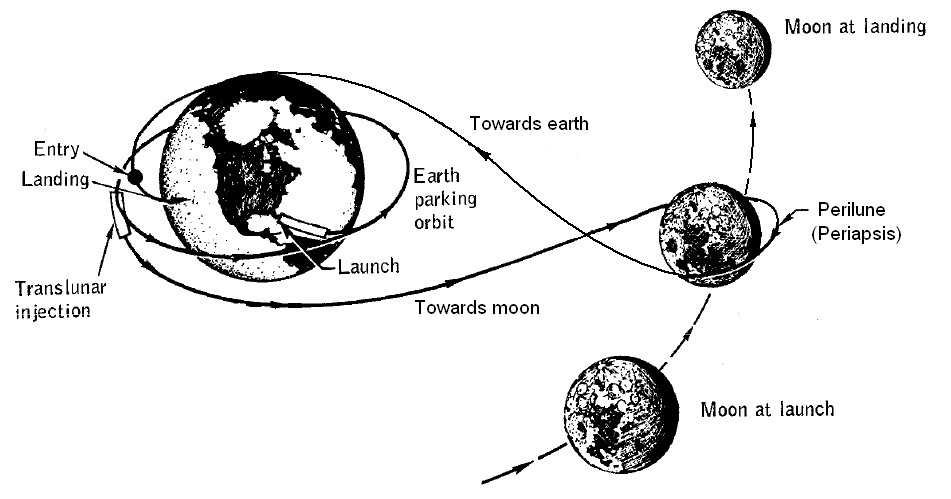
Trajectoire circumlunaire.

Une trajectoire de retour libre est la trajectoire d'un véhicule spatial partant d'un corps céleste (par exemple, la Terre) dans laquelle la gravité d'un second corps (par exemple, la Lune) permet au véhicule de revenir au corps céleste initial sans propulsion (d'où le terme « libre »). Ce type de trajectoire a été utilisé par les missions lunaires du programme Apollo pour garantir le retour du vaisseau spatial en cas de défaillance de sa propulsion principale durant son transit vers la Lune. Il a permis de ramener l'équipage d'Apollo 13 dont le vaisseau spatial avait été fortement endommagé et ne permettait pas d'utiliser ses moteurs sans risque,.

## Description
Dans le cas d'une mission Terre-Lune, on distingue deux catégories de trajectoire de retour libre :
- une trajectoire circumlunaire, autour de la Lune. Le périsélène est derrière la Lune ; le véhicule spatial y arrive dans la direction opposée à celle de la Lune elle-même (le trajet a une forme en 8)[1] ;
- une trajectoire cis-lunaire, dans laquelle le véhicule spatial dépasse l'orbite de la Lune autour de la Terre, retourne à l'intérieur de celle-ci, passe devant la Lune, se faisant dévier par l'attraction lunaire, ressort de l'orbite de la Lune autour de la Terre, et enfin revient vers la Terre grâce à l'attraction terrestre. Le périsélène est devant la Lune[1].

Le temps de vol pour une trajectoire cis-lunaire est plus long que pour une trajectoire circumlunaire, surtout pour une trajectoire avec un faible rayon périsélène (survol de la Lune à faible altitude) : le temps de vol décroît avec le rayon périsélène dans le cas d'une trajectoire cis-lunaire, et augmente avec le rayon périsélène dans le cas d'une trajectoire circumlunaire.
Dans le modèle simplifié où l'on considère l'orbite de la Lune autour de la Terre circulaire, les cas spéciaux de trajectoires de retour libre dans le plan de l'orbite lunaire sont périodiques : après avoir passé la Terre, le véhicule spatial retournerait à la Lune, etc.
Dans le cas d'une trajectoire de retour libre parfaite, aucune propulsion n'est nécessaire. En pratique, il arrive souvent que de petites corrections à mi-course ou autres manœuvres soient appliquées.

## Mise en œuvre dans le cadre du programme Apollo
Les trajectoires initiales de véhicules spatiaux peuvent être des trajectoires de retour libre afin de garantir le retour sur Terre du vaisseau en cas de pannes matérielles ; cela fut notamment le cas pour les missions Apollo 8, Apollo 10 et Apollo 11. Dans ce cas de figure, la trajectoire de retour libre permettant au vaisseau d'effectuer directement une rentrée atmosphérique dans de bonnes conditions est préférable à celle ramenant le vaisseau à proximité de la Terre mais nécessitant d'utiliser la propulsion pour ne pas dépasser la planète. Comme tout s'est bien passé sur ces missions, les vaisseaux n'ont pas eu à utiliser le retour libre et ont pu accomplir leur mission.
Les trajectoires de retour libre ont l'inconvénient de restreindre le choix des sites d'atterrissage sur la Lune. Les missions Apollo à partir d'Apollo 12 et y compris Apollo 13 ont donc utilisé une trajectoire hybride : la première partie de celle-ci est une orbite terrestre fortement elliptique n'atteignant pas la Lune et permettant un retour libre ; à mi-course, la propulsion est utilisée pour placer le vaisseau sur une trajectoire translunaire. Ce choix garantissait un retour libre durant la première partie du vol au cours de laquelle le fonctionnement des systèmes et du module lunaire pouvaient être vérifiés. C'est ainsi que quelques heures après l'accident provoquant l'explosion de son module de service, Apollo 13 a pu utiliser son module lunaire pour manœuvrer de sa trajectoire prévue d'insertion en orbite lunaire vers une trajectoire de retour libre. Apollo 13 a été la seule des missions Apollo à faire le tour de la Lune sur une trajectoire de retour libre (toutefois, deux heures après le passage au périsélène, la propulsion a été utilisée pour raccourcir le voyage de retour de dix heures, déplaçant le point d'atterrissage de l'océan Indien à l'océan Pacifique).